# Lélio des Ursins de Céri
Lélio des Ursins de Céri, francisation de Lelio Ursino di Cerci di Anguillara, est un ecclésiastique italien qui fut évêque commendataire de Lodève de 1537 à 1546.

## Biographie
Lélio des Ursins de Céri naît à Florence. Il est le frère du puissant Gian-Paolo Ursino di Cerci di Anguillara comte d'Anguillara et le fils de Virginio Ursino  et de sa cousine Giustiniana Ursino. Il est pourvu en commende de l'évêché de Lodève par le roi François Ier après la résignation de Laurent Toscan. Il continue néanmoins de résider à la cour pontificale et nomme comme vicaire-général Pierre de Barrault, prieur de Saint-Basile de Blandas. Ce procureur présente au roi et au sénéchal de Carcassonne l'état des biens de l'Église de Lodève en 1540. En 1545 Pierre de Barrault destitue Guillaume Bardin, vice-viguier de Lodève et le remplace par Bérenger Céri un parent de l'évêque. Ce dernier se démet de son bénéfice ecclésiastique l'année suivante.